# Holger Hieronymus
Holger Hieronymus (Hamburgo, 22 de fevereiro de 1959) é um ex-futebolista alemão que integrou a seleção da Alemanha Ocidental na Copa de 1982.

## Carreira por clubes
Durante sua carreira, Hieronymus (que jogava tanto como líbero quanto como meio-campista) jogou apenas em equipes de Hamburgo, sua cidade natal: começou nas categorias de base do TuS Hamburg, mudando-se em seguida para o FC St. Pauli. Neste clube, foi promovido ao elenco principal em 1978, aos 19 anos.
No ano seguinte, foi contratado pelo Hamburger SV, onde mais se destacou. Foi titular na decisão da Taça dos Clubes Campeões Europeus (atual Liga dos Campeões da UEFA) contra o Nottingham Forest, que terminaria como vencedor da competição, mas conseguiria sua redenção ao obter o título de 1982–83. Ainda conquistou duas Bundesligas (1981–82 e 1982–83)..
Em 1984, Hieronymus sofreu um duro golpe em sua carreira: uma gravíssima lesão sofrida com menos de 15 minutos na partida realizada entre Hamburgo e Waldhof Mannheim (ruptura do ligamento deltoide, dos ligamentos cruzados e do menisco, além de um dano na cartilagem do joelho) encerrou prematuramente sua trajetória como atleta. Ele mantinha esperança de retomar a carreira em 1985, mas ao saber que não continuaria jogando em alto nível, decidiu se aposentar com apenas 26 anos.
Fora dos gramados, Hieronymus voltaria ao Hamburgo em 1998 como diretor-esportivo, onde permaneceria até 2002. Em 2001, teve sua única experiência como treinador ao comandar os Dinossauros de forma interina, mesmo sem possuir uma licença para exercer o cargo.

## Seleção Alemã
Hieronymus pouco atuou na seleção principal da Alemanha (na época, Alemanha Ocidental): fez apenas 3 jogos entre 1981 e 1982, e em todos atuou como substituto. Havia defendido ainda a seleção sub-21 entre 1980 e 1982.
Convocado para a Copa de 1982, não disputou nenhum dos sete jogos da Mannschaft, que tornaria-se vice-campeã após ser derrotada pela Itália na decisão.
Especulava-se uma eventual convocação para a Eurocopa de 1984, mas a lesão no joelho sepultou as chances do líbero, que já não atuava pela Seleção Alemã-Ocidental desde outubro de 1982.

## Vida pessoal
Além da lesão que forçou sua aposentadoria, Hieronymus voltaria a enfrentar um problema sério de saúde em abril de 2010, quando sofreu uma hemorragia cerebral em seu apartamento, em Frankfurt am Main, ficando internado por 5 semanas.

## Títulos
Hamburgo
- Bundesliga: 1981–82, 1982–83
- Taça dos Clubes Campeões Europeus: 1982–83